# Албемарл (окръг, Вирджиния)
Окръг Албемарл (на английски: Albemarle County) е окръг в щата Вирджиния, Съединени американски щати. Площта му е 1880 km², а населението - 94 075 души. Административен център е град Шарлът.